# Siaspiqa
Siaspiqa foi o Décimo Oitavo Rei da Dinastia Napata do Reino de Cuxe que governou de 487 a 468 a.C.,  foi o sucessor de Amaniastabarqa. Após seu entronamento tomou o nome real de Segeregtawyre (Ra é o apaziguador das Duas Terras") 

## Histórico
Siaspiqa (também grafado Siaspiqo, Siaspi-qo, Si'aspiqo ou Sa'asheriqa) foi filho de Amaniastabarqa. Casou-se com  Piye-qewqa, com quem teve ao menos um filho, Nasakhma. 
Não se sabe muito sobre o reinado de Siaspiqa. O principal evento histórico que necessariamente deve ter afetado a política do reino afetou o Egito. O Império Aquemênida (Persa) continua controlando esse país mas pouco depois de iniciar o reinado de Siaspiqa, explode em 486 a.C. a primeira rebelião contra os persas.
De fato, com a notícia da derrota de Dario I na Grécia (Batalha de Maratona) começa a tomar forma lentamente a rebelião que resultou na matança da guarnição de Mênfis e a escolha de um governante nativo, Khabash, que fortificou a costa se preparando para o contra-taque persa. Após a morte de Dario, Xerxes I seu sucessor enviou seu irmão Aquêmenes para reprimir a rebelião, que a derrota rapidamente (484 a.C.). Desde então Aquêmenes serviu como sátrapa do Egito até o momento  a rebelião de Inaro. 
Embora seja provável que o Reino de Cuxe continuasse em relativo isolamento, chama a atenção a escolha de um nome real que faz referência à unificação das duas terras, por isso é razoável supor que existia uma expectativa que este gesto seria traduzido como apoio aos rebeldes, mas não tão aberta como aconteceria durante o reinado de Amanineteyerike (431–405 a.C.).
Siaspiqa morreu em 468 a.C. e foi sucedido por seu filho Nasakhma. Siaspiqa foi enterrado na necrópole de Nuri na pirâmide nº 4.  Sua viúva foi enterrada posteriormente na piramide nº 29. 